# Голи Оток
Голи Оток (на хърватски: Goli otok, в превод „Голи остров“) е остров в северната част на Адриатическо море и в Северна Далмация край Хърватското приморие, Хърватия.
Обхваща 4,7 кв. км и е безводен. Връхната му точка е на 230 м надморска височина. Климатът е средиземноморски.
Островът е известен с изградения на него концентрационен лагер за политически затворници по времето на комунистическия режим във Федеративна народна република Югославия. Затворът е действащ между 1949 и 1989 година.
Огромна част от лагеристите са македонски българи и такива от Западните покрайнини. 
Тук загива българският революционер от Македония Панко Брашнаров.
Венко Марковски публикува през 1984 г. в САЩ спомените си за петте години (1956 – 1961), които е осъден да прекара в Титовия концлагер. Книгата се казва „Голи оток – островът на смъртта“ (ISBN 0-88033-055-4).